# Aesopida malasiaca
Aesopida malasiaca là một loài bọ cánh cứng trong họ Cerambycidae.